# Ludwig Halle
Ludwig Halle, eigentlich Samuel Baruch (* 27. Februar 1824 in Frankfurt am Main; † 3. Februar 1899 in Neuilly-sur-Seine) war ein deutscher Maler, der in London und Paris tätig war.

## Leben und Werk
Er studierte 1839 bis 1842 Malerei an der Frankfurter Städelschens Kunst-Institut, danach bei Gustave Wappers an der Kunstakademie Antwerpen. Sein damaliges Gemälde Die Sintflut brachte ihm einen großen Erfolg in der dortigen Kunstszene.
Nach dem beendeten Studium lebte er von 1849 bis 1868 in London und wurde dort als Porträtmaler bekannt. Er nahm an den Londoner Kunstsalons teil: Er stellte in der British Institution 32 Werke, in der Royal Academy of Arts 22 Werke sowie in der Royal Society of British Artists 15 Werke aus. Danach ging er nach Paris, wo er seine Werke bis 1882 im Salon de Paris zeigte. Er nahm die französische Staatsbürgerschaft an.
Der Maler blieb in seiner Malerwerkstatt der Kunst der Spätromantik der Mitte des 19. Jahrhunderts treu. Auch in seinen späten Werken sind keine Einflüsse von der Malerei der Präraffaeliten oder Impressionisten bemerkbar.

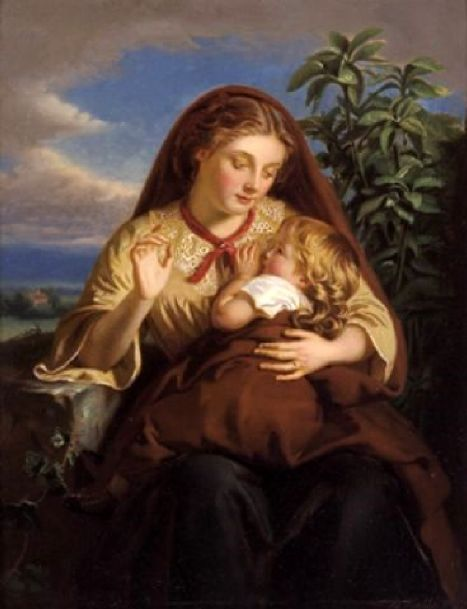
Mutterglück
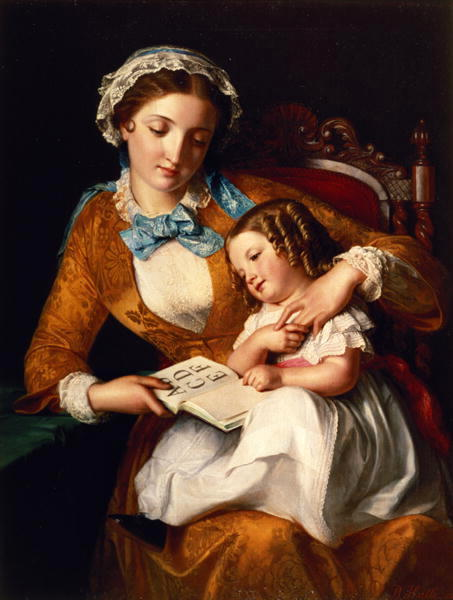
Die erste Lehrstunde
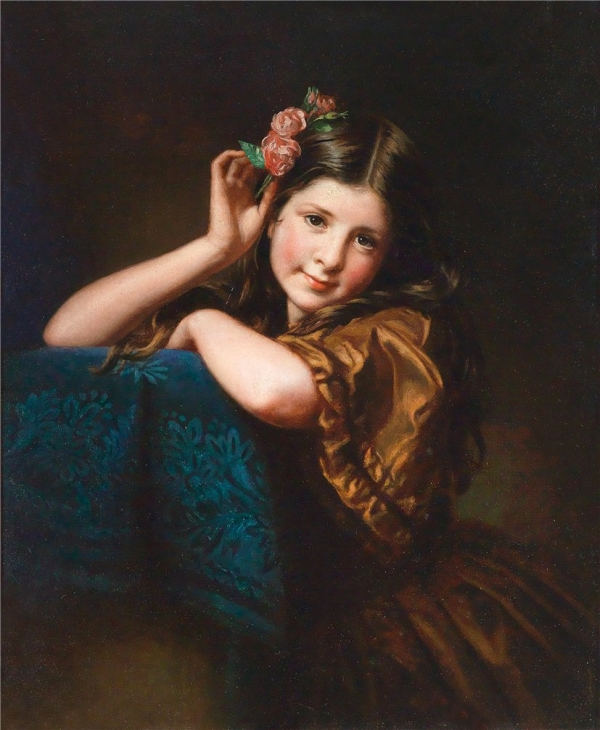
Mädchenporträt
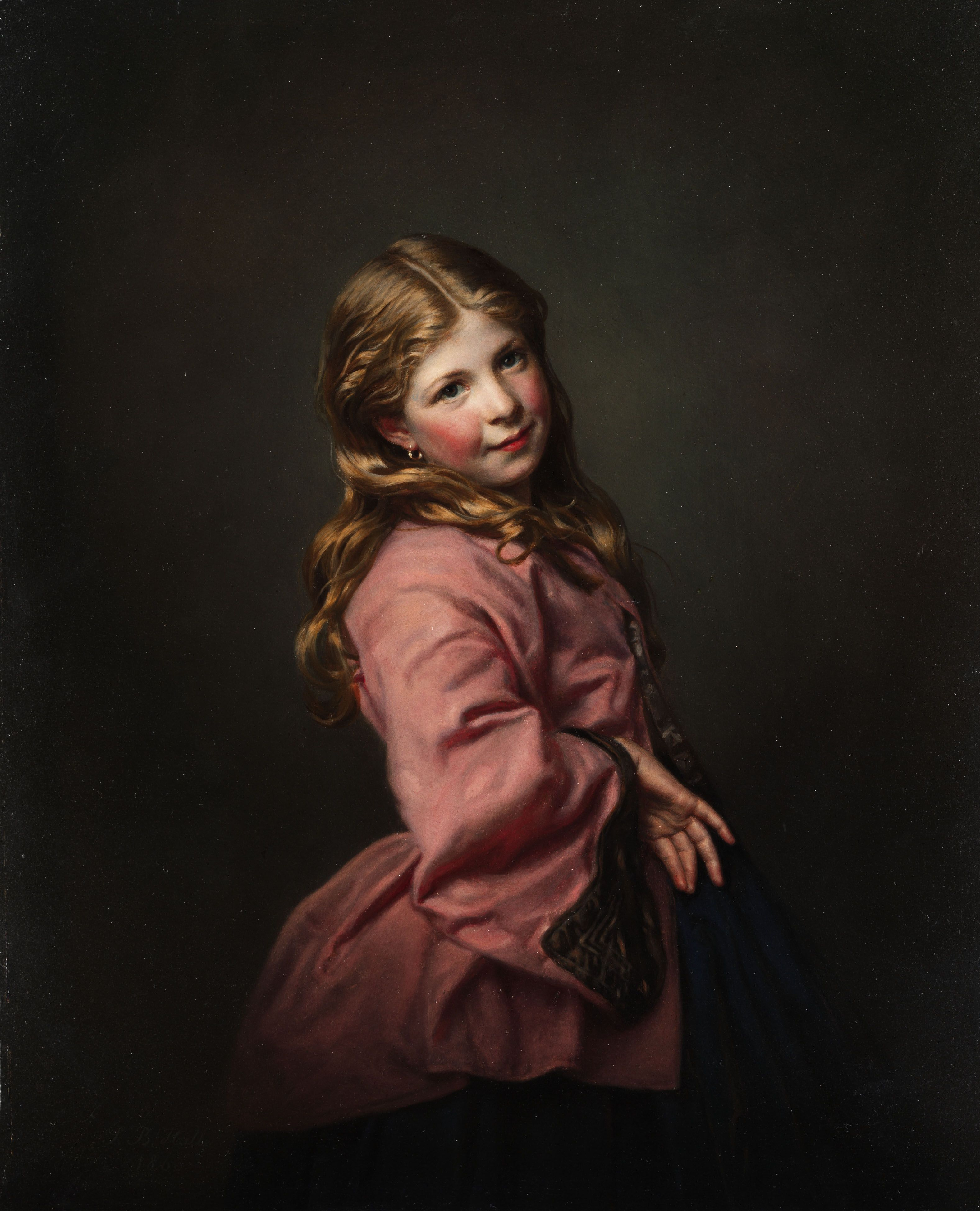
Kleines Mädchen
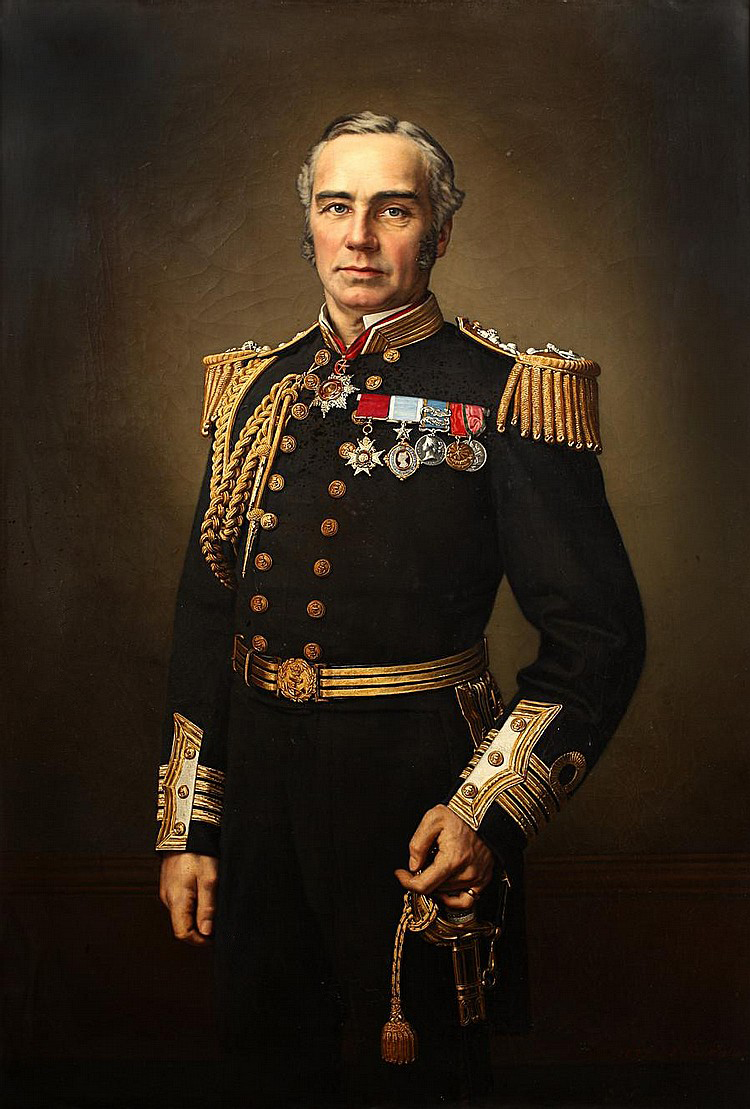
Porträt eines Admirals